# John Frank Stevens
John Frank Stevens (ngày 25 tháng 4 năm 1853 - ngày 2 tháng 6 năm 1943) là một kỹ sư người Mỹ đã xây dựng Đường sắt Vĩ đại Bắc Hoa Kỳ và là kỹ sư trưởng của kênh đào Panama từ năm 1905 đến năm 1907.

## Tiểu sử
Stevens đã được sinh ra ở vùng nông thôn Maine, gần Tây Gardiner. Ông là con của ông John Stevens, một thợ thuộc da kiêm nông dân, và bà Harriet Leslie French. Ông theo học trường công lập Maine (nay là Đại học Maine ở Farmington) trong hai năm. Khi kết thúc khóa học năm 1873, điều kiện kinh tế ảm đạm hứa hẹn khó có việc làm, và ông đã chọn để đi về phía tây. Ông thâm nhập vào lĩnh vực xây dựng dân dụng với kinh nghiệm làm việc trong văn phòng kiến trúc thành phố của Minneapolis. Trong hai năm, ông đã thực hiện một loạt các nhiệm vụ kỹ thuật, bao gồm khảo sát và xây dựng các tuyến đường sắt, đồng thời có được kinh nghiệm và sự hiểu biết về lĩnh vực này. Ông trở thành một kỹ sư thực hành, tự học và có "sự kiên định vì mục đích lỳ lợm". Năm 1878, Stevens cưới Harriet T. O'Brien. Họ có năm người con, hai trong số đó đã chết trong thời thơ ấu.
Ở tuổi 33, vào năm 1886, Stevens là trợ lý kỹ sư chính cho Duluth, South Shore và Atlantic Railway, và phụ trách việc xây dựng tuyến đường sắt từ Duluth, Minnesota đến Sault Ste. Marie, Michigan, trên bán đảo Upper Michigan. Mặc dù phần lớn các công việc của ông là khảo sát, ông đã hỗ trợ tất cả các giai đoạn của việc xây dựng tuyến đường sắt, bao gồm trinh sát, định vị, tổ chức và xây dựng.

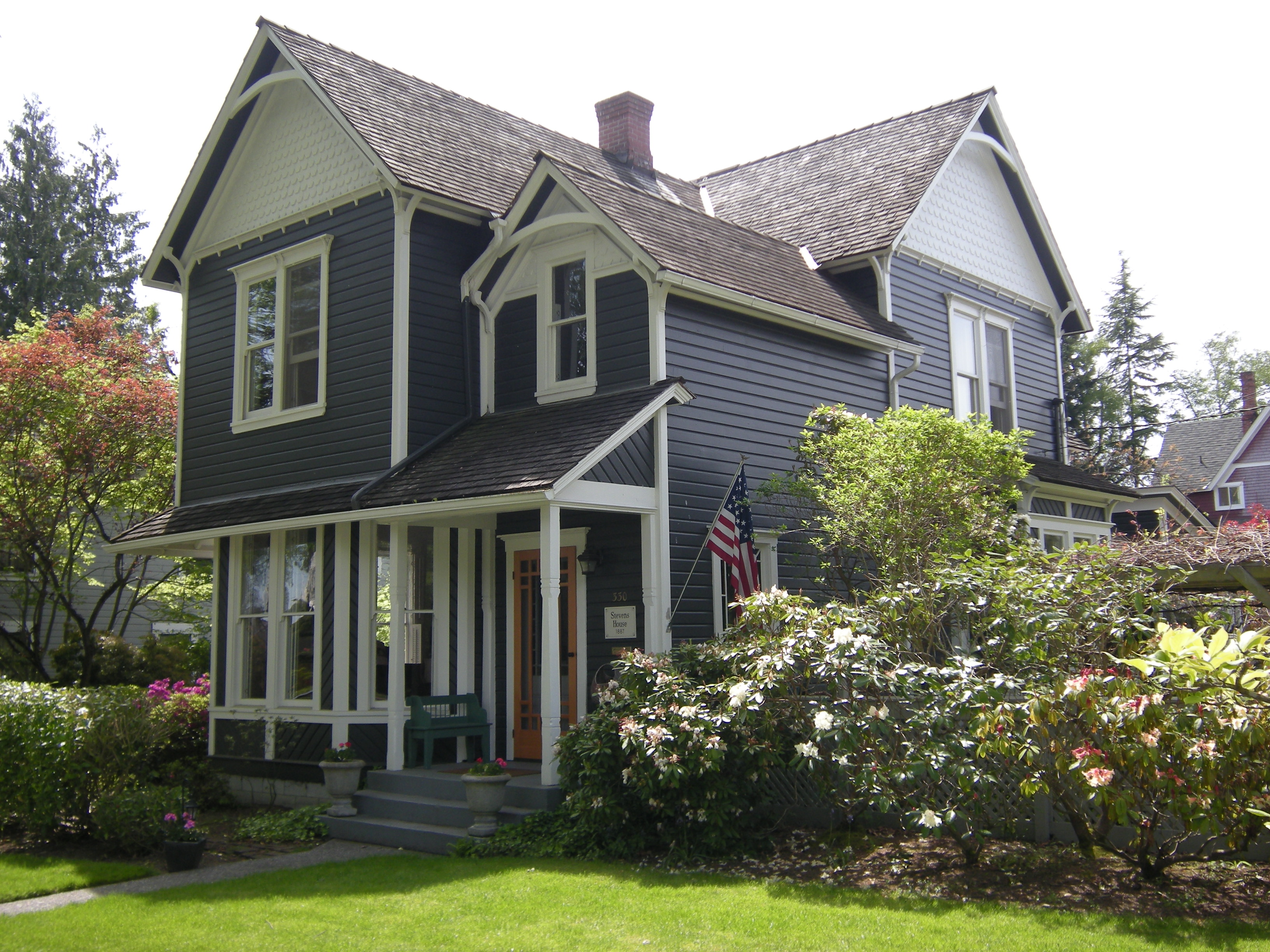
Stevens' home in Snohomish, Washington, built 1887

Năm 1889, Stevens được ông James J. Hill thuê với tư cách một kỹ sư định vị cho Đường sắt Vĩ đại Bắc Hoa Kỳ.
Stevens đã được hoan nghênh rộng rãi vào năm 1889 khi ông đã khám phá Marias Pass, Montana, và xác định tính khả thi của một tuyến đường sắt đi qua thị trấn này. Stevens là một nhà quản trị hiệu quả với các kỹ năng kỹ thuật và trí tưởng tượng vượt trội. Ông phát hiện ra đèo Stevens bắc qua núi Cascade, thiết lập các tiêu chuẩn xây dựng đường sắt trong dãy Mesabi thuộc miền bắc Minnesota, và làm giám sát xây dựng cho Oregon Trunk Line. Hill đã phong ông làm kỹ sư trưởng vào năm 1895, và sau đó là giám đốc quản lý. Trong suốt thời gian làm việc cho Đường sắt Vĩ đại Bắc Hoa Kỳ, Stevens đã xây dựng trên một ngàn dặm đường sắt, bao gồm đường hầm Cascade. Đèo Stevens ở dãy Cascade được đặt theo tên ông. (Hầu hết các địa danh khác của Tây Bắc Thái Bình Dương có từ "Stevens" được đặt tên theo Isaac Stevens, người không có liên quan.)

## Kênh đào Panama
Stevens rời Đường sắt Vĩ đại Bắc Hoa Kỳ năm 1903 và tới Chicago, Rock Island và Pacific Railroad, nơi ông được thăng chức phó chủ tịch. Sau đó vào năm 1905, do đề nghị của Hill, ông được Theodore Roosevelt thuê làm kỹ sư trưởng kênh đào Panama.
Thành tựu chính của Stevens ở Panama là xây dựng cơ sở hạ tầng cần thiết cho việc hoàn thành kênh đào. "Việc đào bới," ông nói, "là việc dễ nhất." Ngay lập tức ông tiến hành xây dựng nhà kho, cửa hàng máy móc, và bến tàu. Cộng đồng cho nhân viên xây dựng được quy hoạch và xây dựng bao gồm nhà ở, trường học, bệnh viện, nhà thờ, khách sạn. Ông chỉ đạo các chương trình vệ sinh môi trường và kiểm soát muỗi rộng lớn, điều này đã loại trừ bệnh sốt vàng da và các bệnh khác trong khu vực. Với kinh nghiệm của mình, ông đã thấy những giai đoạn đầu của dự án kênh đào Panama như là một vấn đề trong kỹ thuật xây dựng đường sắt, trong đó bao gồm việc xây dựng lại tuyến đường sắt Panama và đặt ra một hệ thống đường sắt để vận chuyển đất đá đào được. Stevens không đồng tình với việc xây dựng một kênh đào giống như người Pháp đã cố gắng xây dựng. Ông đã thuyết phục thành công Theodore Roosevelt về sự cần thiết của một kênh đào cao cấp với các đập và khóa mực nước.

## Từ chức
Stevens đã từ chức đột ngột khỏi dự án kênh đào vào năm 1907 và làm Roosevelt rất bực tức, khi mà trọng tâm của công việc đã chuyển sang việc xây dựng kênh đào. Là một kỹ sư đường sắt, Stevens có ít kinh nghiệm về xây dựng các con đập và khóa mực nước, và có lẽ ông nhận ra mình đã không còn là người tốt nhất cho phần còn lại của việc đào kênh. Stevens cũng đã nhận thức được rằng đường hầm Cascade ban đầu, mà ông chịu trách nhiệm chính, đã được xây dựng với độ dốc quá cao và có lẽ trở nên không thực tiễn. Lý do thực sự cho việc từ chức của ông đã không bao giờ được biết đến.

## Sự nghiệp sau này
Sau sự sụp đổ của Đế quốc Nga vào năm 1917, các nhà lãnh đạo của chính phủ lâm thời kêu gọi Tổng thống Wilson để được giúp đỡ với các hệ thống giao thông của họ. Stevens đã được chọn làm chủ tịch một hội đồng quản trị của các chuyên gia đường sắt Hoa Kỳ nổi bật được gửi sang Nga để hợp lý hóa và quản lý một hệ thống thật lộn xộn; trong công việc của mình đang trên đường sắt xuyên Siberia. Sau khi lật đổ chính phủ lâm thời, công việc của hội đồng chấm dứt. Stevens vẫn ở Đồng minh chiếm đóng Mãn Châu và năm 1919 đứng đầu Hội đồng kỹ thuật của Inter-Đồng Minh buộc tội chính quyền và hoạt động của Đông Trung Quốc và đường sắt Siberia. Ông vẫn ở vai trò tư vấn cho đến khi chiếm quân Đồng Minh đã bị thu hồi; cuối cùng anh còn lại trong năm 1923. Sau khi trở về Hoa Kỳ Stevens tiếp tục làm việc như một kỹ sư tư vấn, kết thúc sự nghiệp của mình ở Baltimore vào đầu những năm 1930. Ông đã được tặng thưởng Huân chương Franklin của Viện Franklin vào năm 1930. Sau đó, ông về hưu Southern Pines, North Carolina, nơi ông qua đời ở tuổi 90 vào năm 1943.